# Francesco Maria de’ Medici

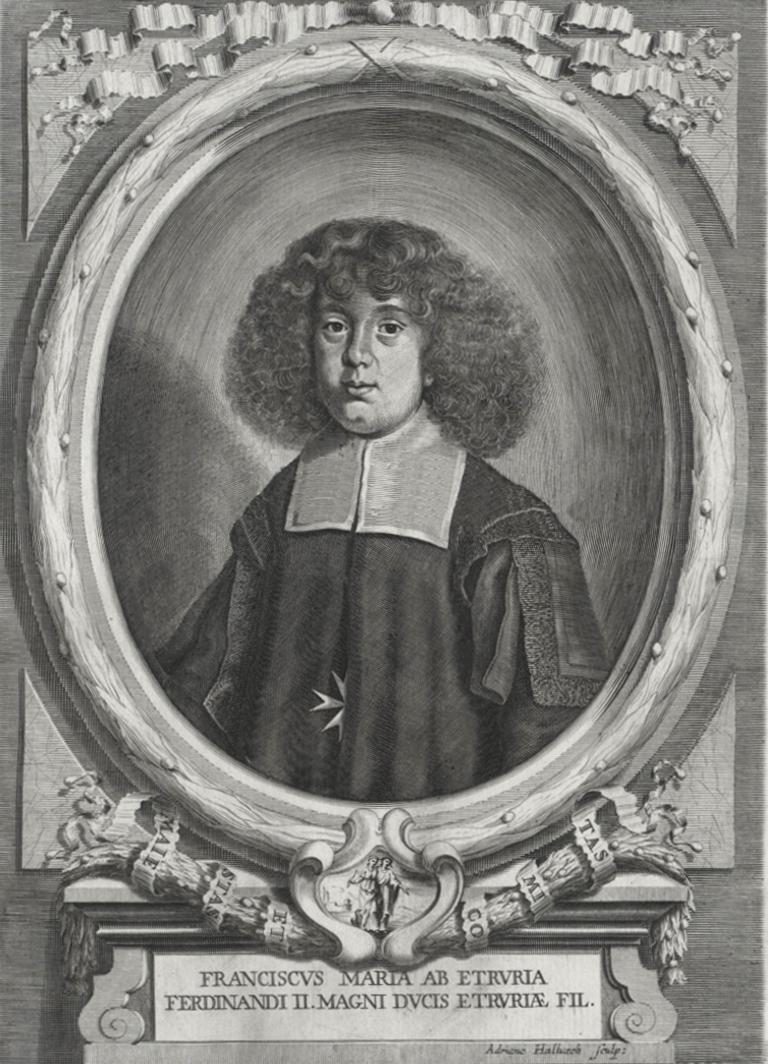
Francesco Maria de’ Medici (Jugendbildnis)

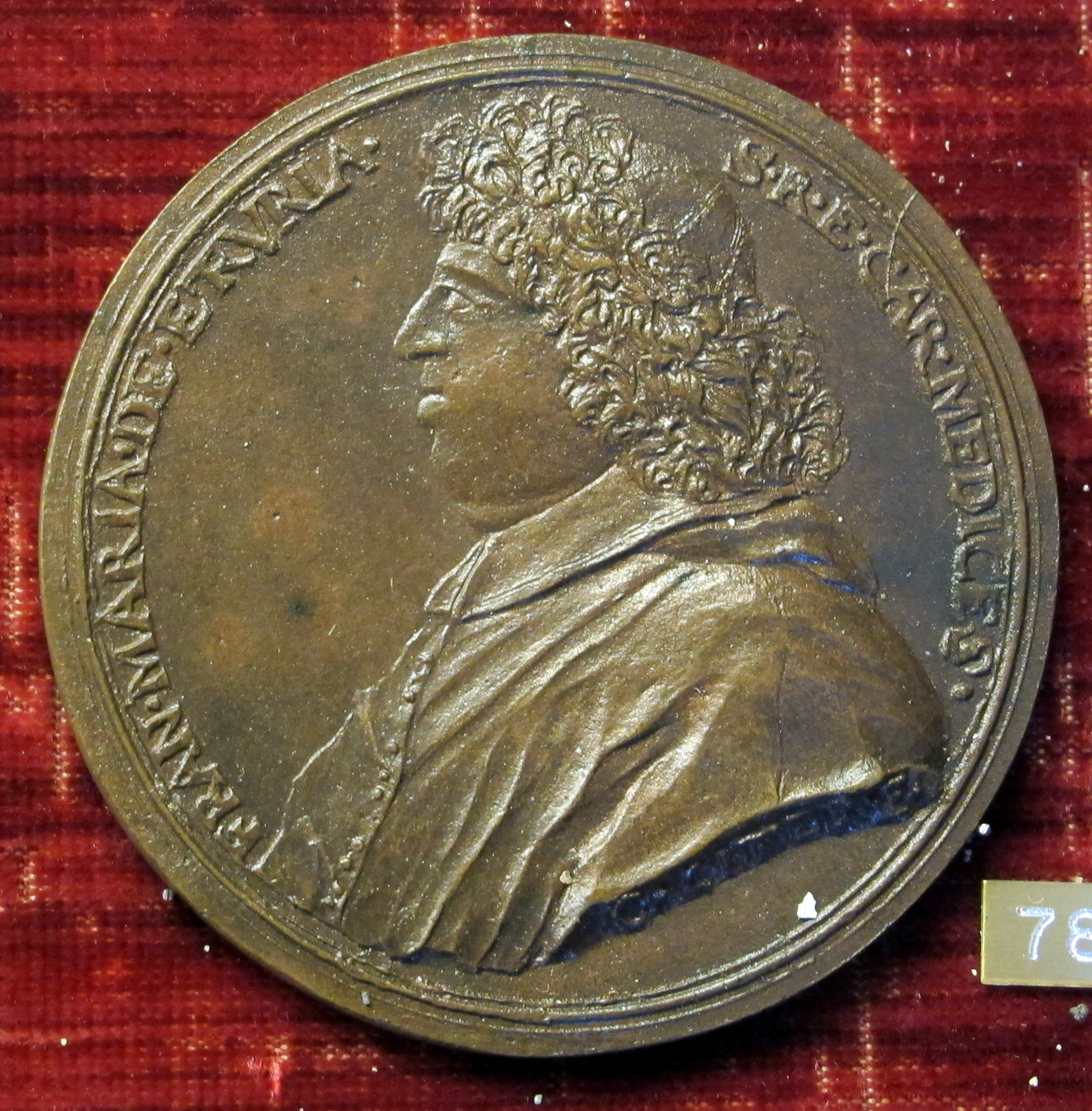
Francesco Kardinal Medici (Medaille)

Francesco Maria de’ Medici (* 12. November 1660 in Florenz; † 3. Februar 1711 in Bagno a Ripoli) war ein italienischer Kardinal und Mäzen.

## Leben
Francesco Maria de’ Medici wurde als zweiter Sohn des Großherzogs Ferdinando II. von Toskana und seiner Frau Vittoria della Rovere 18 Jahre nach ihrem ersten Sohn Cosimo III. geboren. In der Zwischenzeit hatte das Paar wegen einer homosexuellen Affäre des Großherzogs mit einem Hofpagen getrennt gelebt.
Bereits in jungen Jahren wurde Francesco Maria für eine geistliche Laufbahn bestimmt. Er wurde Großprior des Malteserordens in Pisa, 1683 Kommendatarabt der Abtei San Galgano in Siena und 1685 der Abtei von San Stefano in Carrara. Im Konsistorium vom 2. September 1686 erlangte er von Papst Innozenz XI. den Kardinalshut und wurde am 9. Juli 1687 als Kardinaldiakon der Titeldiakonie Santa Maria in Domnica installiert. Er nahm an den Konklaven der Jahre 1689, 1691 und 1700 teil, blieb sonst aber weiterhin in Florenz, wo er sich einem weniger von der Religion als von Kunst und Vergnügungen geprägten Leben widmete. Einigen Quellen zufolge soll er ebenfalls homosexuell gewesen sein. 1703 wurde er zum Kommendatarabt der Abtei Marchiennes und 1708 der Abtei Saint-Amand (beides in Frankreich) ernannt.
Durch seinen Lebenswandel gesundheitlich bereits sehr angeschlagen, legte er 1709 auf Wunsch seines Bruders die Kardinalswürde nieder, um zu heiraten und dem Haus Medici einen Nachkommen zu zeugen. Gleichzeitig wurde er zum Prinzen von Siena ernannt. Die gegen ihren Willen geschlossene Ehe mit der 26 Jahre jüngeren Eleonora Luisa Gonzaga (1686–1742), der Tochter Vincenzo Gonzagas, des Herzogs von Guastalla, blieb jedoch kinderlos.

## Mäzenatentum
Francesco Maria de’ Medici war als Musikliebhaber bekannt. 1678 gründete er die Conversazione del Casino di San Marco, in der bis 1682 Opern aufgeführt wurden. Er war auch der Widmungsträger von Tomaso Albinonis 12 Kantaten op. 4 (Venedig 1702).